# I Knew You Were Trouble
"I Knew You Were Trouble" là một ca khúc của ca sĩ kiêm sáng tác âm nhạc người Mỹ Taylor Swift trích từ album phòng thu thứ tư của cô, Red (2012). Ca khúc được chọn làm đĩa đơn thứ hai phát hành cho các đài phát thanh hit đương đại ở Mỹ vào ngày 27 tháng 11 năm 2012 tại Mỹ bởi hãng đĩa Big Machine Records hợp tác với Republic Records. Ở Anh, đây là đĩa đơn thứ hai và được phát hành vào ngày 9 tháng 12 năm 2012. Ca khúc này được đồng viết lời bởi Swift cùng với hai nhà sản xuất Max Martin và Shellback. Được đánh giá là bước chuyển biến so với những âm hưởng country pop từ các album trước của cô, "I Knew You Were Trouble" là một bản dance-pop, pop rock và teen pop với phần điệp khúc dubstep, trong đó sử dụng nhiều nhạc cụ như guitar điện và đàn synthesizer, với nội dung đề cập đến việc tự đổ lỗi, oán trách cho bản thân mình sau khi thoát ra khỏi một mối quan hệ độc hại.
Sau khi phát hành, "I Knew You Were Trouble" nhận được khá nhiều những ý kiến tích cực từ các nhà phê bình âm nhạc, trong đó họ đánh giá cao phần sản xuất dubstep mang đậm tính thể nghiệm của nữ nghệ sĩ. Bên cạnh đó, ca khúc cũng nhận được những thành công về mặt thương mại. Nhờ doanh số tải về cao, ca khúc ra mắt tại vị trí thứ 6 trên bảng xếp hạng Billboard Hot 100, với 416,000 bản được bán ra trong tuần đầu tiên, đồng thời trở thành đĩa đơn thứ 14 của Swift lọt vào Top 10 trên bảng xếp hạng này. "I Knew You Were Trouble" ngoài ra cũng lọt vào bảng xếp hạng của Anh, Canada, Ireland, New Zealand, Nhật Bản và Úc. Sau khi quay trở lại bảng xếp hạng với việc phát hành như là đĩa đơn chính thức, bài hát bắt đầu đi lên trên bảng xếp hạng và nhảy vọt lên  vị trí số 2 trên bảng xếp hạng Billboard Hot 100, sau khi bán được 582.000 lượt tải tại Mỹ. Tính đến tháng 7 năm 2019, bài hát đã bán được 5.42 triệu bản kỹ thuật số ở Hoa Kỳ.

## Biểu diễn xếp hạng
Ca khúc ra mắt tại vị trí 3 trên bảng xếp hạng Billboard Hot 100 với 416,000 bản được tiêu thụ ngay trong tuần đầu phát hành, trở thành đĩa đơn có doanh số bán trong tuần đầu cao thứ nhì của Swift. Đồng thời "I Knew You Were Trouble" cũng trở thành đĩa đơn thứ 14 của Swift lọt vào Top 10 và là đĩa đơn thứ 11 của Swift ra mắt trong Top 10. Đồng thời với doanh số 416,000, Taylor Swift trở thành nghệ sĩ đầu tiên trong lịch sử nhạc số có được hai ca khúc bán được 400,000 bản trong tuần đầu phát hành.

## Biểu diễn trực tiếp
Swift biểu diễn ca khúc lần đầu tiên vào ngày 18 tháng 11, 2012, tại Giải thưởng Âm nhạc Mỹ lần thứ 40, sau đó là vào ngày 25 tháng 11, 2012, trong chương trình Today của đài truyền hình Úc, và ngày 29 tháng 11, 2012 tại Lễ trao giải ARIA Music Awards năm 2012.

## Danh sách ca khúc
- Tải kỹ thuật số/Đĩa CD Giới hạn[3][4]

1. "I Knew You Were Trouble" – 3:40

## Tham gia thực hiện
Thông tin được lấy từ ghi chú album Red.
| - Taylor Swift – sáng tác, hát chính - Max Martin – sáng tác, sản xuất, keyboard - Shellback – sáng tác, sản xuất, đệm guitar, guitar điện, bass, keyboard, lập trình - Michael Ilbert – thu âm tại MXM Studios (Stockholm, Thụy Điển) - Sam Holland – thu âm tại Conway Studios (Los Angeles, California) - Scott Borchetta - điều hành sản xuất | - Eric Eylands – trợ lí - Tim Roberts – trợ lí - John Hanes – kỹ thuật - Serban Ghenea – phối khí tại MixStar Studios (Virginia Beach, Virginia) - Tom Coyne – điều khiển tại Sterling Sound (Thành phố New York, New York) - JoAnn Tominaga – điều phối viên sản xuất |

## Bảng xếp hạng và chứng nhận doanh số
| Bảng xếp hạng (2012)                            | Vị trí cao nhất |
| ----------------------------------------------- | --------------- |
| Úc (ARIA)                                       | 3               |
| Áo (Ö3 Austria Top 40)                          | 6               |
| Bỉ (Ultratop 50 Flanders)                       | 10              |
| Bỉ (Ultratop 50 Wallonia)                       | 32              |
| Brazil (Billboard Brasil Hot 100)               | 24              |
| Canada (Canadian Hot 100)                       | 2               |
| Cộng hòa Séc (Rádio Top 100)                    | 1               |
| Đan Mạch (Tracklisten)                          | 3               |
| Pháp (SNEP)                                     | 14              |
| Trường songid là BẮT BUỘC CHO BẢNG XẾP HẠNG ĐỨC | 9               |
| Hungary (Rádiós Top 40)                         | 13              |
| Iceland (Tonlist)                               | 28              |
| Ireland (IRMA)                                  | 4               |
| Israel (Media Forest)                           | 2               |
| Nhật Bản (Japan Hot 100)                        | 54              |
| Luxembourg Digital Songs (Billboard)            | 6               |
| Mexico Top Anglo (Monitor Latino)               | 15              |
| Hà Lan (Dutch Top 40)                           | 19              |
| New Zealand (Recorded Music NZ)                 | 3               |
| Scotland (OCC)                                  | 2               |
| Slovakia (Rádio Top 100)                        | 17              |
| Nam Phi (Mediaguide)                            | 6               |
| Tây Ban Nha (PROMUSICAE)                        | 17              |
| Thụy Điển (Sverigetopplistan)                   | 37              |
| Thụy Sĩ (Schweizer Hitparade)                   | 8               |
| Anh Quốc (OCC)                                  | 2               |
| Hoa Kỳ Billboard Hot 100                        | 2               |
| Hoa Kỳ Adult Contemporary (Billboard)           | 5               |
| Hoa Kỳ Adult Pop Airplay (Billboard)            | 1               |
| Hoa Kỳ Pop Airplay (Billboard)                  | 1               |

| Quốc gia                                                                           | Chứng nhận  | Số đơn vị/doanh số chứng nhận |
| ---------------------------------------------------------------------------------- | ----------- | ----------------------------- |
| Úc (ARIA)                                                                          | 5× Bạch kim | 350.000^                      |
| Canada (Music Canada)                                                              | 5× Bạch kim | 400,000^                      |
| Đan Mạch (IFPI Đan Mạch)                                                           | Vàng        | 15,000^                       |
| Đức (BVMI)                                                                         | Vàng        | 250.000^                      |
| New Zealand (RMNZ)                                                                 | 2× Bạch kim | 30.000*                       |
| Thụy Sĩ (IFPI)                                                                     | Bạch kim    | 30.000^                       |
| Anh Quốc (BPI)                                                                     | Bạch kim    | 600.000^                      |
| Hoa Kỳ (RIAA)                                                                      | 4× Bạch kim | 4.000.000                     |
| * Chứng nhận dựa theo doanh số tiêu thụ. ^ Chứng nhận dựa theo doanh số nhập hàng. |             |                               |

## Lịch sử phát hành
| Quốc gia | Ngày              | Định dạng                          | Hãng đĩa            |
| -------- | ----------------- | ---------------------------------- | ------------------- |
| Mỹ       | 8 tháng 10, 2012  | Đĩa đơn quảng bá – tải kỹ thuật số | Big Machine Records |
| Mỹ       | 27 tháng 11, 2012 | Đài phát thanh mainstream          | Big Machine Records |
| Anh      | 10 tháng 12, 2012 | Đài phát thanh mainstream          | Big Machine Records |
| Mỹ       | 13 tháng 12, 2012 | Đĩa CD                             | Big Machine Records |
| Mỹ       | 13 tháng 12, 2012 | Video âm nhạc                      | Big Machine Records |